# Taviani (hermanos)

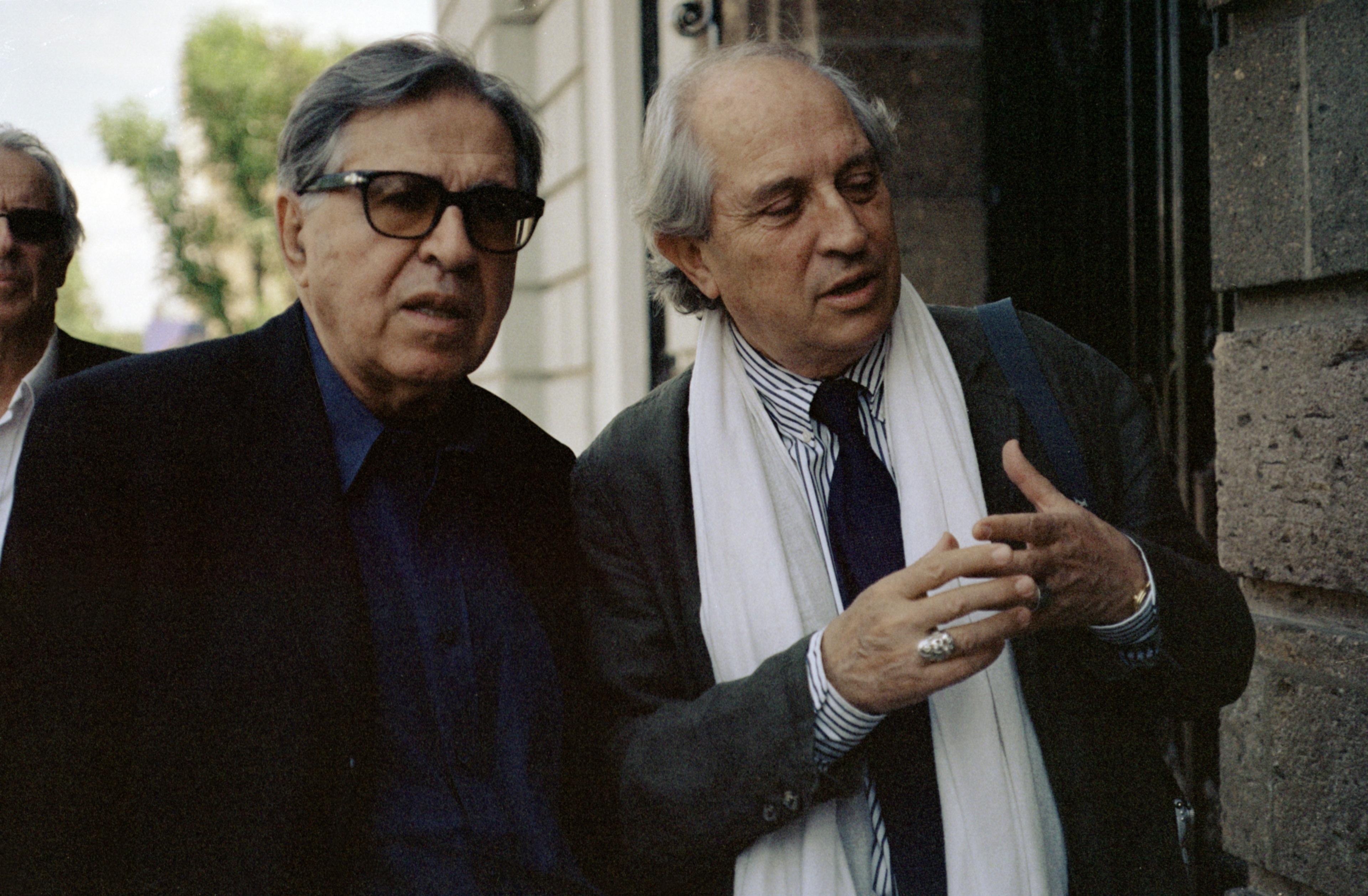
Paolo Taviani y Vittorio Storaro en el Festival Internacional de Cine de Guadalajara

Vittorio Taviani (San Miniato, Toscana, 20 de septiembre de 1929-Roma, 15 de abril de 2018) y Paolo Taviani (San Miniato, Toscana,8 de noviembre de 1931-Roma, 29 de febrero de 2024) fueron dos hermanos directores de cine italianos. Fuertemente politizados, influidos sobre todo por Roberto Rossellini, trabajaron como escritores, directores y productores de todas sus obras.

## Biografía
Vittorio Taviani (20 de septiembre de 1929-15 de abril de 2018) y Paolo Taviani (8 de noviembre de 1931-29 de febrero de 2024) nacieron en San Miniato, provincia de Pisa, en la Toscana (Italia). Vittorio estudió Derecho en la Universidad de Pisa, donde dos años más tarde le acompañó Paolo, que se inclinó por las Bellas Artes.
Juntos se dedicaron al cine tras el impacto que les produjo Paisà, de Rossellini, que vieron poco después de su estreno en 1946. Coescribieron y dirigieron varios cortos y un documental, L'Italia non è un paese povero (1960), financiado por la compañía estatal de petróleo, ENI. Censurada por la productora por las crudas imágenes de la miseria de la clase obrera, la copia original se creyó perdida durante mucho tiempo hasta que, en 1999, Tinto Brass, que había sido ayudante de dirección en la película, sacó a la luz la única copia existente del positivado original, que había guardado.
Con la experiencia adquirida, en 1962 filmaron su primer largometraje de ficción, Un uomo da bruciare, sobre el conflicto entre un activista siciliano por los derechos del trabajador y la Mafia, aliada a los intereses del gobierno y de los terratenientes locales. El tema de los conflictos obreros, desde la perspectiva fundamentalmente marxista, de la lucha de clases, constituiría uno de los ejes de su obra, desarrollado en varias películas más en los años siguientes. 
En 1973 abordaron una producción más costos: Allonsanfan, ambientada en las Guerras Napoleónicas, con Marcello Mastroianni en el papel de un aristócrata convertido en dirigente de una sociedad secreta y luego de nuevo en aristócrata con los vaivenes de la situación política y el conflicto con sus antiguos camaradas.
El éxito internacional les llegaría en 1977 con la realización de Padre padrone, la brutal historia de un opresivo padre campesino y su hijo, al que educa para que le suceda, arrancándole de la educación primaria para que pastoree las ovejas de la familia. De dureza conmovedora, especialmente en la primera parte, e innovadora en la utilización del sonido, Padre Padrone arrasó en el Festival de Cannes, ganando la Palma de Oro y el premio de la FIPRESCI.
Con una producción cada dos o tres años, realizadas siempre de manera conjunta donde alternan el papel de director, dejando una escena para cada uno y sin interferir en la dirección del otro, han continuado trabajando hasta bien entrada su novena década de vida. Con su relevancia como autores bien establecida, son una presencia sistemática en festivales de cine, aunque no suelen conectar con el gran público. Tras Padre Padrone, su obra más vista fue La notte di San Lorenzo, una tragicomedia ambientada durante la ocupación nazi de Italia, de elegante fotografía.

## Filmografía
- San Miniato, luglio '44 (1954)
- L'Italia non è un paese povero (1960)
- Hay que quemar a un hombre (Un uomo da bruciare) (1962)
- I fuorilegge del matrimonio (1963)
- I sovversivi (1967)
- Bajo el signo del escorpión (Sotto il segno dello scorpione) (1969)
- No estoy solo (San Michele aveva un gallo ) (1972)
- Allonsanfan (1973)
- Padre padrone (1977)
- El prado (Il prato) (1979)
- La noche de San Lorenzo (La notte di San Lorenzo ) (1982)
- Kaos (1984)
- Good morning, Babilonia (1987)
- El sol también sale de noche (Il sole anche di notte) (1990)
- Fiorile (1993)
- Las afinidades electivas (Le affinitá elettive) (1996)
- Tú ríes (Tu ridi) (1998)
- Un altro mondo è possibile (2001)
- Resurrezione (2001), para TV
- Luisa Sanfelice (2004), para TV
- La masseria delle allodole (2007)
- César debe morir (Cesare deve morire) (2012)
- Maravilloso Boccaccio (Maraviglioso Boccaccio) (2015)
- Una questione privata (2017)

## Premios y distinciones
Festival Internacional de Cine de Cannes
| Año  | Categoría                   | Película                | Resultado |
| ---- | --------------------------- | ----------------------- | --------- |
| 1977 | Palma de Oro                | Padre padrone           | Ganadores |
| 1977 | Premios FIPRESCI            | Padre padrone           | Ganadores |
| 1982 | Gran Premio del Jurado      | La Notte di San Lorenzo | Ganadores |
| 1982 | Premio del Jurado Ecuménico | La Notte di San Lorenzo | Ganadores |

Festival Internacional de Cine de Venecia
| Año  | Categoría                          | Película                       | Resultado |
| ---- | ---------------------------------- | ------------------------------ | --------- |
| 1962 | Premio New Cinema - Mejor película | Hay que quemar a un hombre     | Ganadores |
| 1962 | Premio Pasinetti                   | Hay que quemar a un hombre     | Ganadores |
| 1962 | Premio Cinema 60                   | Hay que quemar a un hombre     | Ganadores |
| 1986 | León de Oro a toda una carrera     | León de Oro a toda una carrera | Ganadores |
| 1991 | Premio Pietro Bianchi              | Premio Pietro Bianchi          | Ganadores |

- 1983: David di Donatello a la mejor película por La notte di San Lorenzo.
- 2007: Efebus de Oro por La Masseria delle Allodole.
- 2008: Laurea Honoris Causa en "Cinema, teatro, e produzione multimediale" por la facultad de Letras y Filosofía de la Universidad de Pisa.